# Lijst van materieel van de Russische landmacht
Dit is een lijst van het materieel dat in gebruik is bij de Russische landmacht. Door de doorlopende Russische invasie van Oekraïne zijn de operationele aantallen van materieel zeer onzeker. Deze lijst bevat geen materieel dat ingenomen is van de Oekraïense krijgsmacht en daarna in gebruik is genomen door het Russische leger. Na het inlijven van de pro-Russische milities in Donetskaja Respoeblika en Loehansk door de Russische landmacht is ook het materieel van deze groepen in deze lijst opgenomen.

## Voertuigen

### Pantservoertuigen
| Naam                                                     | Herkomst            | Type | Aantal                                   | Foto  | Opmerking |
| Tanks                                                    | Tanks               | Tanks | Tanks                                    | Tanks | Tanks |
| -------------------------------------------------------- | ------------------- | --- | ---------------------------------------- | ----- | --- |
| T-34                                                     | Sovjet-Unie         | Middelzware tank | 30                                       |       | T-34-85, alleen in dienst voor ceremonieel gebruik. |
| T-62                                                     | Sovjet-Unie Rusland | Gevechtstank | 800                                      |       | 1200 T-62, T-62M, T-62MV, T-64BV, T-64A tanks in gebruik tijdens operaties in Syrië en de Russische invasie van Oekraïne. |
| T-72                                                     | Sovjet-Unie Rusland | Gevechtstank | Actieve dienst: 2.030 In reserve: 7.000  |       | 840 T-72B3M, 850 T-72B3 en 650 T-72B/T-72BA in dienst in 2021. 7,000 T-72/T-72A/T-72B in reserve in 2021. Een onbekend aantal T-72 tanks is terug in dienst getreden om tanks die het Russische leger in Oekraïne verloor te vervangen. |
| T-80                                                     | Sovjet-Unie Rusland | Gevechtstank | Actieve dienst: 480 In reserve: 3.000.   |       | 310 T-80BV/T-80U en 170 T-80BVM tanks in dienst in 2021. 3.000 T-80B/T-80BV/T-80U in opslag in 2021. Een onbekend aantal T-80 tanks is terug in dienst getreden om tanks die het Russische leger in Oekraïne verloor te vervangen.      |
| T-90                                                     | Rusland             | Gevechtstank | Actieve dienst: 417 In reserve: 200.     |       | 350 T-90A en 67 T-90M tanks in dienst in 2021. 200 T-90 tanks in opslag in 2021. |
| T-14                                                     | Rusland             | Gevechtstank | Onbekend                                 |       | Een onbekend aantal T-14 tanks zijn geleverd aan het Russische leger. |
| Infanteriegevechtsvoertuigen                             |                     | |                                          |       | |
| BMP-1                                                    | Sovjet-Unie         | Infanteriegevechtsvoertuig | Actieve dienst: ~470 In reserve: 7.000.  |       | 450 BMP-1 en ~20 BMP-1-AM in dienst in 2021. |
| BMP-2                                                    | Sovjet-Unie         | Infanteriegevechtsvoertuig | Actieve dienst: 2.970 In reserve: 1.500. |       | 2,900 BMP-2 en 70+ BMP-2M in dienst in 2021. |
| BMP-3                                                    | Rusland             | Infanteriegevechtsvoertuig | 640                                      |       | |
| Pantserinfanterievoertuigen                              |                     | |                                          |       | |
| BRDM-2                                                   | Sovjet-Unie         | Gepantserd verkenningsvoertuig | Actieve dienst: 1.000 In reserve: 1.000. |       | |
| MT-LB                                                    | Sovjet-Unie         | Pantserinfanterievoertuig | Actieve dienst: 3.550 In reserve: 2.000. |       | Ten minste 50 eenheden gemoderniseerd naar de MT-LB VM1K standaard. |
| BTR-50                                                   | Sovjet-Unie         | Pantserinfanterievoertuig | Onbekend                                 |       | Een onbekend aantal is in dienst genomen tijdens de Russische invasie van Oekraïne. |
| BTR-60                                                   | Sovjet-Unie         | Pantserinfanterievoertuig | Actieve dienst: 800 In reserve: 4.000.   |       | |
| BTR-70                                                   | Sovjet-Unie         | Pantserinfanterievoertuig | 200                                      |       | |
| BTR-80                                                   | Sovjet-Unie         | Pantserinfanterievoertuig | 1.500                                    |       | |
| BTR-90                                                   | Rusland             | Pantserinfanterievoertuig | Tussen de 80 en 139                      |       | In 2011 werden alle bestellingen voor het Russische ministerie van Defensie geannuleerd, waarna de productie werd stilgezet. De exemplaren die hiervoor gebouwd waren zijn in dienst genomen.                                           |
| SBA-60K2 Boelat                                          | Rusland             | Pantserinfanterievoertuig | Tussen de 15 en 30                       |       | Nog 50 voertuigen zijn besteld. |
| Oeral Tyfoon                                             | Rusland             | MRAP | 237                                      |       | Deel van het voertuigontwikkelingsprogramma "Typhoon" |
| Kamaz Tyfoon                                             | Rusland             | MRAP | 328                                      |       | Deel van het voertuigontwikkelingsprogramma "Typhoon" |
| Logistieke en licht-bepantserde voertuigen               |                     | |                                          |       | |
| Z-STS                                                    | Rusland             | Pantserinfanterievoertuig | >150                                     |       | |
| AMN-590951 Spartak                                       | Rusland             | Pantserinfanterievoertuig | Onbekend                                 |       | [ 18 ] |
| GAZ-2975 Tigr                                            | Rusland             | Pantserinfanterievoertuig | 2.000                                    |       | |
| Iveco LMV Rys'                                           | Italië              | Pantserinfanterievoertuig | 418                                      |       | 67 eenheden ontvangen in 2012 vanuit Italië. Nog 358 voertuigen in Rusland gebouwd tussen 2013 en 2014. |
| Linza                                                    | Rusland             | Bepantserd ambulancevoertuig | Onbekend                                 |       | Leveringen van dit voertuig begonnen in 2020. |
| OeAZ 452                                                 | Sovjet-Unie         | Licht voertuig | Onbekend                                 |       | |
| OeAZ 469                                                 | Sovjet-Unie         | Licht voertuig | Onbekend                                 |       | |
| OeAZ 3132                                                | Rusland             | Licht voertuig | Onbekend                                 |       | |
| OeAZ 3163 Patriot                                        | Rusland             | Licht voertuig | Onbekend                                 |       | Ter gedeeltelijke vervanging van de OeAZ 469. |
| Haval H9                                                 | China               | Licht voertuig | Onbekend                                 |       | In Rusland geproduceerd, gekozen als nieuwe SUV van het leger. Wordt in grote aantallen geleverd. |
| KamAZ-43501                                              | Rusland             | Lichte vrachtwagen | Onbekend                                 |       | |
| Oeral                                                    | Rusland             | Lichte vrachtwagen | Onbekend                                 |       | |
| GAZ-33097                                                | Rusland             | Lichte vrachtwagen | Onbekend                                 |       | |
| GAZ-3308                                                 | Rusland             | Lichte vrachtwagen | Onbekend                                 |       | |
| Oeral-4320                                               | Sovjet-Unie         | Middelzware vrachtwagen | 8000+                                    |       | |
| KamAZ-5350                                               | Rusland             | Middelzware vrachtwagen | Onbekend                                 |       | |
| KamAZ-65115                                              | Rusland             | Middelzware vrachtwagen | Onbekend                                 |       | |
| ZIL-4334                                                 | Rusland             | Middelzware vrachtwagen | Onbekend                                 |       | |
| KamAZ-6350 Mustang                                       | Rusland             | Zware vrachtwagen | Onbekend                                 |       | |
| Oeral-5323                                               | Rusland             | Zware vrachtwagen | Onbekend                                 |       | |
| KamAZ-65225                                              | Rusland             | Zware tractor | Onbekend                                 |       | |
| DT30 Vitjaz                                              | Sovjet-Unie         | Rupsvoertuig | Onbekend                                 |       | |
| GAZ-3351 Los'                                            | Rusland             | Rupsvoertuig | Onbekend                                 |       | |
| GAZ-3344                                                 | Rusland             | Rupsvoertuig | Onbekend                                 |       | |
| PTS                                                      | Sovjet-Unie         | Amfibisch transportvoertuig | Onbekend                                 |       | |
| Genievoertuigen                                          |                     | |                                          |       | |
| BREM-L "Beglianka"                                       | Rusland             | Bergingstank | Onbekend                                 |       | Bergingsvariant van de BMP-3 |
| BREM-K                                                   | Rusland             | Bergingsvoertuig | Onbekend                                 |       | Bergingsvariant van de BTR-80 |
| REM-KL                                                   | Rusland             | Bergingsvoertuig | Onbekend                                 |       | Bergingsvariant van de OeRAL-532362 |
| REM-KC                                                   | Rusland             | Reparatie- en beringsvoertuig | Onbekend                                 |       | Bergingsvariant van de BAZ-6910 |
| BREM-1 BREM-1M                                           | Sovjet-Unie Rusland | Bergingstank | Onbekend                                 |       | Bergingsvariant van de T-72 |
| BAT-2                                                    | Sovjet-Unie         | Genietank | Onbekend                                 |       | Genievariant van de T-64 |
| IMR-2 IMR-3M                                             | Sovjet-Unie Rusland | Genietank | Onbekend                                 |       | Genievariant van de T-72 |
| IRM "Zhuk"                                               | Sovjet-Unie         | Genie- verkenningsvoertuig | Onbekend                                 |       | Genievariant van de BMP-1 |
| MTU-72 MTU-90                                            | Sovjet-Unie Rusland | Brugleggende tank | Onbekend                                 |       | Bruglegger-varianten van de T-72 en T-90 |
| TMM-6                                                    | Rusland             | Brugleggervoertuig | Onbekend                                 |       | |
| TMM-3                                                    | Rusland             | Brugleggervoertuig | Onbekend                                 |       | De gemoderniseerde TMM-3M2-variant vervangt oudere modellen. De nieuwste variant is gebaseerd op de KAPAZ-53501 vrachtwagen. |
| BMR-3M                                                   | Rusland             | Mijnenruimer | Onbekend                                 |       | Mijnenruimervariant van de T-90 |
| UR-77UR-07                                               | Sovjet-Unie Rusland | Mijnenruimer | Onbekend                                 |       | Mijnenruimervariant van de 2S1 en BMP-3 |
| GMZ-3                                                    | Sovjet-Unie         | Mijnenlegger | Onbekend                                 |       | |
| BAZ-6403                                                 | Rusland             | Tanktransportvoertuig | Onbekend                                 |       | |
| Oeral-63704                                              | Rusland             | Tanktransportvoertuig | Onbekend                                 |       | |
| MDK-3                                                    | Sovjet-Unie         | Loopgraafgraafmachine | Onbekend                                 |       | Gebaseerd op de T-64 tank |
| BTM-3                                                    | Sovjet-Unie         | Loopgraafgraafmachine | Onbekend                                 |       | |
| PBU-100                                                  | Rusland             | Boorvoertuig | Onbekend                                 |       | |
| B10M2S en BTS-150B                                       | Rusland             | Gepantserde bulldozer | Onbekend                                 |       | |
| EOV-4421                                                 | Sovjet-Unie         | Graafmachine | Onbekend                                 |       | Gebaseerd op de KrAZ-255B vrachtwagen |
| EOV-3521                                                 | Rusland             | Graafmachine | Onbekend                                 |       | Gebaseerd op de Oeral-4320 vrachtwagen |
| EOV-3523                                                 | Rusland             | Graafmachine | Onbekend                                 |       | Gebaseerd op een KAMAZ vrachtwagen |
| KS-55729-7M                                              | Rusland             | Hijskraan | Onbekend                                 |       | Gebaseerd op de KAMAZ-5350 vrachtwagen |
| KS-45731                                                 | Rusland             | Hijskraan | Onbekend                                 |       | Gebaseerd op de KAMAZ-53501 vrachtwagen |
| KS-3574/M3                                               | Rusland             | Hijskraan | Onbekend                                 |       | Gebaseerd op de Oeral-4320 vrachtwagen |
| KS-3574/M1                                               | Rusland             | Hijskraan | Onbekend                                 |       | Gebaseerd op de Oeral-4320 vrachtwagen |
| PP-2005                                                  | Rusland             | Pontonbrug | Onbekend                                 |       | Opvolger van de PMP-pontonbrug, gebaseerd op de KAMAZ-63501 vrachtwagen |
| PP-91                                                    | Rusland             | Pontonbrug | Onbekend                                 |       | |
| PMP                                                      | Sovjet-Unie         | Pontonbrug | Onbekend                                 |       | |
| Divers bijzonder materieel                               |                     | |                                          |       | |
| TDA-2K                                                   | Sovjet-Unie         | Mobiele rookmachine | Onbekend                                 |       | |
| TDA-3                                                    | Rusland             | Mobiele rookmachine | Onbekend                                 |       | RPZ-8h rookmachine gebaseerd op de KAMAZ-5350 vrachtwagen |
| UTM-80M                                                  | Rusland             | Ontsmettingsvoertuig | Onbekend                                 |       | |
| ARS-14                                                   | Rusland             | Ontsmettingsvoertuig | 50-100                                   |       | |
| BMPT Terminator                                          | Rusland             | Tankondersteuningsvoertuig | Minimaal 10                              |       | |
| DKV-K                                                    | Rusland             | Ontgassingsvoertuig | Onbekend                                 |       | |
| TMS-65                                                   | Sovjet-Unie Rusland | Ontsmettingsvoertuig | Onbekend                                 |       | Gebaseerd op de Oeral-375 vrachtwagen |
| KAMAZ-43269 Dozor                                        | Rusland             | Gepantserd verkenningsvoertuig | 100+                                     |       | |
| SANR-10M "Pantera"                                       | Rusland             | Gepantserd verkenningsvoertuig | Onbekend                                 |       | De M1-variant van dit voertuig is in productie. |
| BRM-3K "Rys"                                             | Rusland             | Gepantserd verkenningsvoertuig | Onbekend                                 |       | |
| BRM-1K                                                   | Sovjet-Unie         | Gepantserd verkenningsvoertuig | 700                                      |       | |
| RKhM-6 Povozka                                           | Rusland             | Pantservoertuig voor chemische verkenning                                                                                            | Onbekend                                 |       | Wordt vervangen door de RKhM-8 gebaseerd op de Tigr-voertuigen en RKhM-9 gebaseerd op de Typhoon-voertuigen |
| RKhM-4                                                   | Rusland             | Pantservoertuig voor chemische verkenning                                                                                            | Onbekend                                 |       | |
| RPM-2                                                    | Rusland             | Pantservoertuig voor chemische verkenning                                                                                            | Onbekend                                 |       | |
| 1V198                                                    | Rusland             | Vuurleidingssysteem voor artillerie                                                                                                  | Onbekend                                 |       | [ 29 ] |
| 1V12M en 1V152                                           | Rusland             | Artillerieverkenningssysteem | Onbekend                                 |       | 1V12M in afbeelding |
| PRP-4                                                    | Sovjet-Unie         | Artillerieverkenningssysteem | Onbekend                                 |       | |
| PRP-4A Argus                                             | Rusland             | Artillerieverkenningssysteem | Onbekend                                 |       | |
| AZK-7                                                    | Rusland             | Geluidsmetingsverkenningssysteem voor artillerie                                                                                     | Onbekend                                 |       | Getransporteerd door 4 Oeral-43203 voertuigen |
| Zavet                                                    | Rusland             | Automatisch controlesysteem voor antitankformaties                                                                                   | Onbekend                                 |       | Levering vanaf maart 2021 |
| R-149AKSh                                                | Rusland             | Commando-staffvoertuig | Onbekend                                 |       | Gebaseerd op de KAMAZ-5350 vrachtwagen |
| Akatsiya-ME                                              | Rusland             | Commando-staffvoertuig | Onbekend                                 |       | |
| 1V110                                                    | Sovjet-Unie         | Commando-staffvoertuig | Onbekend                                 |       | |
| R-166                                                    | Rusland             | Gepantserd commando-staffvoertuig | Onbekend                                 |       | Gebaseerd op BTR-80 or a KAMAZ-5350 voertuigen |
| R-149MA1/A3                                              | Rusland             | Gepantserd commando-staffvoertuig | 500+                                     |       | |
| R-149BMR                                                 | Rusland             | Gepantserd commando-staffvoertuig | Onbekend                                 |       | |
| R-145BM                                                  | Sovjet-Unie Rusland | Gepantserd commando-staffvoertuig | Onbekend                                 |       | |
| AM-1/Medovukha en P-230T                                 | Rusland             | Mobiele communicatiepost/ commando-staffvoertuig                                                                                     | 50+                                      |       | Gebaseerd op het Tigr-voertuig. Gebruikt door speciale eenheden. |
| R-439MD2                                                 | Rusland             | Satellietcommunicatievoertuig | Onbekend                                 |       | |
| P-260 Redut-2US                                          | Rusland             | Autonoom telecommunicatiesysteem | Onbekend                                 |       | |
| R-419L1                                                  | Rusland             | Communicatiesysteem | Onbekend                                 |       | Gebaseerd op het KAMAZ-4350 voertuig. De verbeterde L1M-variant is gebaseerd op het KAMAZ-5350 voertuig. |
| 1L122 Garmony                                            | Rusland             | Luchtbewakingsradar | Onbekend                                 |       | |
| Nebo-SV/S Nebo-M                                         | Sovjet-Unie Rusland | Luchtbewakingsradar | 50+                                      |       | |
| 9S18 Koepol                                              | Sovjet-Unie Rusland | Doelaquisitieradar | Onbekend                                 |       | |
| 9S15 Obzor                                               | Sovjet-Unie Rusland | Doelaquisitieradar voor de S-300V | Onbekend                                 |       | |
| 1L219M Zoopark-1                                         | Rusland             | Contra-artillerieradar | Onbekend                                 |       | |
| 9S932T-1 Barnaul-T                                       | Rusland             | Luchverdedigingsmanagementsysteem | Onbekend                                 |       | |
| Polyana-D4                                               | Sovjet-Unie         | Luchverdedigingsmanagementsysteem | Onbekend                                 |       | |
| 9S737М Ranzhir-M                                         | Sovjet-Unie         | Luchverdedigingsmanagementsysteem | Onbekend                                 |       | |
| PPROe-1 Ovod-M-SV                                        | Sovjet-Unie         | Luchverdedigingsmanagementsysteem | Onbekend                                 |       | |
| 1L269 Krasoekha-2                                        | Rusland             | Mobiel complex voor elektronische oorlogsvoering                                                                                     | Onbekend                                 |       | |
| Dzjoedoist                                               | Rusland             | Mobiel complex voor elektronische oorlogsvoering                                                                                     | Onbekend                                 |       | |
| R-330Zh Zhitel' en R-330M1P "Diabazol"                   | Rusland             | Mobiel complex voor elektronische oorlogsvoering                                                                                     | Onbekend                                 |       | Gebaseerd op een KAMAZ-voertuig |
| Spectre                                                  | Rusland             | Mobiel complex voor elektronische oorlogsvoering                                                                                     | Onbekend                                 |       | Gebaseerd op een Tigr-voertuig |
| Altajets                                                 | Rusland             | Mobiel complex voor elektronische oorlogsvoering                                                                                     | Onbekend                                 |       | |
| 1RL257 Krasoekha-4                                       | Rusland             | Mobiel complex voor elektronische oorlogsvoering                                                                                     | Onbekend                                 |       | |
| 1L267 Moskva-1                                           | Rusland             | Mobiel complex voor elektronische oorlogsvoering                                                                                     | Onbekend                                 |       | |
| 1L262 Rtoet-BM                                           | Rusland             | Mobiel complex voor elektronische oorlogsvoering                                                                                     | Onbekend                                 |       | Gebaseerd op het MT-LB voertuig |
| Moermansk-BN/Palantin-K/Pole-21                          | Rusland             | Mobiel complex voor elektronische oorlogsvoering                                                                                     | Onbekend                                 |       | |
| Leer-2                                                   | Rusland             | Mobiel complex voor elektronische oorlogsvoering                                                                                     | Onbekend                                 |       | Gebaseerd op het Tigr voertuig |
| Borisoglebsk 2                                           | Rusland             | Mobiel complex voor elektronische oorlogsvoering                                                                                     | Onbekend                                 |       | |
| RB-341V Leer-3                                           | Rusland             | Mobiel complex voor elektronische verdediging                                                                                        | Onbekend                                 |       | Beschikt over 3 Orlan-10 drones voor communicatiestoring en verkenning |
| K-612-O/KDKhR-1N                                         | Sovjet-Unie         | Kernwapendetectie en chemisch analysestation                                                                                         | Onbekend                                 |       | |
| RAST-3K                                                  | Rusland             | Analysestation van CBRN-specialisten                                                                                                 | Onbekend                                 |       | Gebaseerd op het Kamaz-5350 voertuig |
| PM RKhBZ-1                                               | Rusland             | Mobiele werkplaats van CBRN-specialisten                                                                                             | Onbekend                                 |       | Gebaseerd op het Kamaz-5350 voertuig |
| RPMK-1 Oelibkа-М/PTTS-1 Voljnets/MES-BTM/AP-3/OeSSA-1845 | Rusland             | Meteorologisch systeem/mobiel digitaal technologisch systeem/werkplaats voor speciaal electronisch materieel/medische post/ambulance | Onbekend                                 |       | Gebaseerd op Kamaz of Oeral voertuigen |
| AS4350 en BMM-80                                         | Rusland             | Sanitair voertuig/ gepantserde ambulance                                                                                             | Onbekend                                 |       | Gebaseerd op de BTR-80 of KAMAZ Typhoon |
| SKO-10 Gigiena                                           | Rusland             | Waterzuiveringssysteem | Onbekend                                 |       | Gebaseerd op de KamAZ-6350 of Oeral-5323 vrachtwagen |
| ESD-100/ED-30 AI                                         | Rusland             | Mobiel aggregaat | Onbekend                                 |       | |

### Artillerie en luchtverdediging
| Naam                                             | Herkomst            | Type                                        | Aantal                                   | Foto            | Opmerking |
| Raketartillerie                                  | Raketartillerie     | Raketartillerie                             | Raketartillerie                          | Raketartillerie | Raketartillerie |
| ------------------------------------------------ | ------------------- | ------------------------------------------- | ---------------------------------------- | --------------- | --- |
| TOS-1                                            | Sovjet-Unie Rusland | 220mm-thermobarische raketwerper            | ~45                                      |                 | Een verbeterde versie van de TOS-1, die werd ontwikkeld in de jaren 80 voor het Sovjetleger. De verbeterde TOS-1A trad in dienst tussen 2001 en 2003. |
| TOS-2                                            | Rusland             | 220mm-thermobarische raketwerper            | >4                                       |                 | Gelijkend aan de TOS-1A, gemonteerd om een Oeral-63706-0120 vrachtwagenplatform. Trad in dienst in 2021.                                              |
| BM-21 Grad                                       | Sovjet-Unie         | 122mm-raketwerper                           | In actieve dienst: 550 In reserve: 1.700 |                 | |
| BM-27 Oeragan                                    | Sovjet-Unie         | 220mm-raketwerper                           | In actieve dienst: 310 In reserve: 50    |                 | |
| BM-30 Smertsj - Tornado-S                        | Sovjet-Unie Rusland | 300mm-raketwerper                           | 120                                      |                 | Meer eenheden in productie. |
| 9A52-4 Tornado                                   | Rusland             | 300/220mm-raketwerper                       | onbekend                                 |                 | 9A52-4 Tornado is een lichtere, mobielere variant van de Tornado-S raketwerper.                                                                       |
| 9A53-G Tornado                                   | Rusland             | 122mm-raketwerper                           | 180                                      |                 | 9A53-G Tornado is een verbeterde versie van de BM-21 Grad raketwerper. Deze is momenteel in productie ter vervanging van de BM-21.                    |
| Oeragan-1M                                       | Rusland             | 300/220mm-raketwerper                       | 6                                        |                 | Ontworpen om de BM-27 Oeragan en BM-30 Smertsj te vervangen.                                                                                          |
| Houwitsers                                       |                     |                                             |                                          |                 | |
| 2S1 Gvozdika                                     | Sovjet-Unie         | 122mm-pantserhouwitser                      | Actieve dienst: 230 In reserve: 1700     |                 | |
| 2S3 Akatsia                                      | Sovjet-Unie         | 152mm-pantserhouwitser                      | Actieve dienst: 800 In reserve: 800      |                 | |
| 2S4 Tjoelpan                                     | Sovjet-Unie         | 240mm-mortierdrager                         | Actieve dienst: 60 In reserve: 350       |                 | |
| 2S5 Giatsint-S                                   | Sovjet-Unie         | 152mm-pantserhouwitser                      | Actieve dienst: 114 In reserve: 850      |                 | |
| 2S7M Malka                                       | Sovjet-Unie         | 203mm-pantserhouwitser                      | Actieve dienst: 100 In reserve: 260      |                 | |
| 2S19 Msta-S, 2S19M1 Msta-SM1, en 2S19M2 Msta-SM2 | Sovjet-Unie Rusland | 152mm-pantserhouwitser                      | 820                                      |                 | Meer eenheden in productie |
| 2S23 Nona-SVK                                    | Sovjet-Unie         | 120mm-mortierdrager                         | 42                                       |                 | Meer eenheden in productie |
| 2S34 Hosta                                       | Rusland             | 120mm-mortier-kanondrager                   | <50                                      |                 | |
| 2S35 Koalitsia-SV                                | Rusland             | 152mm-pantserhouwitser                      | ≈12                                      |                 | Ter vervanging van de 2S19 Msta. |
| Luchtverdedigingssystemen                        |                     |                                             |                                          |                 | |
| ZSOe-23-4 "Sjilka"                               | Sovjet-Unie         | 23mm-luchtafweergeschut                     | 108                                      |                 | |
| 9K35M3 Strela-10M3/MN                            | Sovjet-Unie         | Luchtafweersysteem voor korte-afstand       | 480                                      |                 | NAVO-aanduiding SA-13 "Gopher" |
| 9K22 Toengoeska                                  | Sovjet-Unie         | Luchtafweersysteem                          | 250+                                     |                 | NAVO-aanduiding SA-19 "Grison" |
| 9K33 Osa                                         | Sovjet-Unie         | Luchtafweersysteem voor korte afstand       | 60                                       |                 | NAVO-aanduiding SA-8 "Gecko" |
| Tor                                              | Sovjet-Unie         | Luchtafweersysteem voor korte afstand       | 132                                      |                 | NAVO-aanduiding SA-15 "Gauntlet" |
| Pantsir S-1/2                                    | Rusland             | Luchtafweersysteem voor korte afstand       | 200                                      |                 | NAVO-aanduiding SA-22 "Greyhound" |
| Boek                                             | Sovjet-Unie Rusland | Luchtafweersysteem voor middellange afstand | 430                                      |                 | NAVO-aanduiding SA-11 "Gadfly" |
| S-350 Vitjas                                     | Rusland             | Luchtafweersysteem voor middellange afstand | 6                                        |                 | Ontworpen om het S-300PS systeem te vervangen. |
| S-300                                            | Sovjet-Unie Rusland | Luchtafweersysteem voor lange afstand       | 1900 (2010)                              |                 | NAVO-aanduiding SA-12 "Giant" |
| S-400                                            | Rusland             | Luchtafweersysteem voor lange afstand       | 448                                      |                 | NAVO-aanduiding SA-21 "Growler" |
| S-500                                            | Rusland             | Luchtafweersysteem voor lange afstand       |                                          |                 | Nieuw luchtafweersysteem, in gebruik vanaf oktober 2021.                                                                                              |
| Ballistische raketten                            |                     |                                             |                                          |                 | |
| 9K720 Iskander                                   | Rusland             | Ballistische raket voor korte afstand       | 178                                      |                 | Een conventionele kernkop van 612 kg, maximumbereik van 500 km. Vaak gebruikt voor de verdediging van kustgebieden.                                   |
| OTR-21 Totsjka                                   | Sovjet-Unie         | Ballistische raket voor korte afstand       |                                          |                 | |

## Kleinkaliber- en antitankwapens
| Naam                          | Herkomst                       | Type                          | Kaliber           | Foto     | Opmerking |
| Pistolen                      | Pistolen                       | Pistolen                      | Pistolen          | Pistolen | Pistolen |
| ----------------------------- | ------------------------------ | ----------------------------- | ----------------- | -------- | --- |
| Makarov                       | Sovjet-Unie                    | Pistool                       | 9×18mm Makarov    |          | Nog steeds veel gebruikt in het Russische leger.                                                                                        |
| PB                            | Sovjet-Unie                    | Gedempt pistool               | 9×18mm Makarov    |          | Gebruikt door speciale eenheden en officieren.                                                                                          |
| APS                           | Sovjet-Unie                    | Machinepistool                | 9×18mm Makarov    |          | Gebruikt door voertuigbemanningen. |
| PSS                           | Sovjet-Unie                    | Gedempt pistool               | 7,62×42mm         |          | Gebruikt door speciale eenheden. |
| Makarov PMM                   | Rusland                        | Pistool                       | 9×18mm Makarov    |          | Met een patronenhouder met een capaciteit van 12 patronen. In beperkte aantallen in gebruik genomen.                                    |
| MP-443 Gratsj                 | Rusland                        | Pistool                       | 9×19mm Parabellum |          | In 2003 aangenomen als dienstwapen om het verouderde Makarovpistool te vervangen.                                                       |
| GSch-18                       | Rusland                        | Pistool                       | 9×19mm Parabellum |          | In dienst genomen om het verouderde Makarovpistool te vervangen.                                                                        |
| SR-1 Vektor                   | Rusland                        | Pistool                       | 9×21mm Gjoerza    |          | Gebruikt door Spetsnaz-eenheden. |
| SR-2 Oedav                    | Rusland                        | Pistool                       | 9×21mm Gjoerza    |          | Een klein aantal werd in 2022 geleverd aan het Russische leger voor beproeving.                                                         |
| Machinepistolen               |                                |                               |                   |          | |
| PP-19 Vitjaz                  | Rusland                        | Machinepistool                | 9×19mm Parabellum |          | Gebruikt door Spetsnaz-eenheden. |
| Hagelgeweren                  |                                |                               |                   |          | |
| KS-23                         | Sovjet-Unie                    | Pompgeweer                    | 23×75mmR          |          | Gebruikt door Spetsnaz-eenheden. |
| Saiga-12                      | Rusland                        | Semiautomatisch hagelgeweer   | 12-gauge          |          | Gebruikt door Spetsnaz-eenheden. |
| Grendelgeweren                |                                |                               |                   |          | |
| Mosin–Nagant M1891/30         | Keizerrijk Rusland Sovjet-Unie | Grendelgeweer                 | 7,62×54mmR        |          | Gebruikt door dienstplichtigen tijdens de Russische invasie van Oekraïne sinds 2022.                                                    |
| Karabijnen                    |                                |                               |                   |          | |
| SR-3 Vikhr                    | Rusland                        | Karabijn                      | 9×39mm            |          | Gebruikt door speciale eenheden. |
| AKS-74U                       | Sovjet-Unie                    | Karabijn                      | 5,45×39mm         |          | [ 86 ] |
| Aanvalsgeweren                |                                |                               |                   |          | |
| AKM                           | Sovjet-Unie                    | Aanvalsgeweer                 | 7,62×39mm         |          | In beperkt gebruik bij Russische marine infanterie, pantsereenheden en speciale eenheden.                                               |
| AKMS                          | Sovjet-Unie                    | Aanvalsgeweer                 | 7,62×39mm         |          | In beperkt gebruik bij Russische marine infanterie, pantsereenheden en speciale eenheden. In gebruik gezien met de PBS-1 geluidsdemper. |
| AK-74                         | Sovjet-Unie                    | Aanvalsgeweer                 | 5,45×39mm         |          | Beperkt gebruik. |
| ASK-74                        | Sovjet-Unie                    | Aanvalsgeweer                 | 5,45×39mm         |          | Beperkt gebruik. |
| AK-74M                        | Rusland                        | Aanvalsgeweer                 | 5,45×39mm         |          | Standaardgeweer van het Russische leger.                                                                                                |
| AK-103                        | Rusland                        | Aanvalsgeweer                 | 5,45×39mm         |          | [ 81 ] |
| AK-12                         | Rusland                        | Aanvalsgeweer                 | 5,45×39mm         |          | Ingevoerd onder het Ratnikprogramma. |
| AK-15                         | Rusland                        | Aanvalsgeweer                 | 7,62×39mm         |          | Ingevoerd onder het Ratnikprogramma. |
| AN-94                         | Rusland                        | Aanvalsgeweer                 | 5,45×39mm         |          | In gebruik bij Spetsnaz-eenheden. |
| AEK-971                       | Rusland                        | Aanvalsgeweer                 | 5,45×39mm         |          | Ingevoerd onder het Ratnikprogramma. |
| AS Val                        | Sovjet-Unie                    | Gedempt aanvalsgeweer         | 9x39mm            |          | Gebruikt door speciale eenheden. |
| Machinegeweren                |                                |                               |                   |          | |
| RPK-74M                       | Rusland                        | Licht machinegeweer           | 5,45×39mm         |          | Standaard licht machinegeweer van het Russische leger.                                                                                  |
| RPK-16                        | Rusland                        | Licht machinegeweer           | 5,45×39mm         |          | [ 90 ] |
| RPK                           | Sovjet-Unie                    | Machinegeweer                 | 7,62×54mmR        |          | Standaard machinegeweer van het Russische leger. Zal worden vervangen door het PKP Petsjeneg machinegeweer.                             |
| PKP Petsjenig                 | Rusland                        | Machinegeweer                 | 7,62×54mmR        |          | Vervangt het PKM machinegeweer en wordt naast de PKM gebruikt door het Russische leger tijdens de invasie van Oekraïne.                 |
| DSjK                          | Sovjet-Unie                    | Zwaar machinegeweer           | 12.7×108mm        |          | Nog steeds in gebruik tijdens de Russische invasie van Oekraïne.                                                                        |
| NSV                           | Sovjet-Unie                    | Zwaar machinegeweer           | 12.7×108mm        |          | Standaard zwaar machinegeweer van het Russische leger. Wordt vervangen door de Kord.                                                    |
| Kord                          | Rusland                        | Zwaar machinegeweer           | 12.7×108mm        |          | In dienst sinds 1998. |
| Scherpschuttersgeweren        |                                |                               |                   |          | |
| VSS Vintorez                  | Sovjet-Unie                    | Gedempt scherpschuttersgeweer | 9×39mm            |          | Gebruikt door speciale eenheden. Geïntroduceerd onder het Ratnik programma.                                                             |
| SVD                           | Sovjet-Unie Rusland            | Schepschuttersgeweer          | 7.62×54mmR        |          | Standaard schepschuttersgeweer van het Russische leger. De gemoderniseerde SVDM variant is ook in gebruik.                              |
| SV-98                         | Rusland                        | Schepschuttersgeweer          | 7.62×54mmR        |          | [ 97 ] |
| Orsis T-5000                  | Rusland                        | Schepschuttersgeweer          | .338 Lapua Magnum |          | Vervanger voor de SVD. |
| Lobaev scherpschuttersgeweer  | Rusland                        | Schepschuttersgeweer          | .338 Lapua Magnum |          | Nieuwe uitvoeringen worden gemaakt voor het Russische 12,7×108mm patroon.                                                               |
| ASVK                          | Rusland                        | Anti-materieel geweer         | 12,7x108mm        |          | In kleine aantallen in gebruik. De gemoderniseerde ASVK-M Kord-M geweren zijn geaccepteerd door het Russische leger.                    |
| OSV-96                        | Rusland                        | Anti-materieel geweer         | 12,7x108mm        |          | Gebruikt door Spetsnaz eenheden. |
| Terugslagloze vuurmonden      |                                |                               |                   |          | |
| SPG-9                         | Sovjet-Unie                    | Terugslagloze vuurmond        | 73mm              |          | [ 26 ] |
| Granaatwerpers                |                                |                               |                   |          | |
| GP-25/30/34                   | Sovjet-Unie                    | Granaatwerper                 | 40mm VOG-25       |          | Kan worden gemonteerd aan AKM, AK-74, AN-94 en AK-100 serie geweren.                                                                    |
| GM-94                         | Rusland                        | Granaatwerper                 | 43×30mm           |          | Gebruikt door speciale eenheden. |
| RG-6                          | Rusland                        | Granaatwerper                 | 40mm VOG-25       |          | [ 100 ] |
| AGS-17                        | Sovjet-Unie                    | Automatische granaatwerper    | 30x29mm           |          | [ 86 ] |
| AGS-30                        | Rusland                        | Automatische granaatwerper    | 30x29mm           |          | [ 86 ] |
| AGS-40                        | Rusland                        | Automatische granaatwerper    | 40mm              |          | Dit wapen is aangemerkt voor invoering bij het Russische leger in 2021 na het doorgaan van operationele testen die in 2018 begonnen.    |
| Raketwerpers                  |                                |                               |                   |          | |
| RPG-7                         | Sovjet-Unie                    | Herbruikbare raketwerper      | 40mm              |          | De RPG-7V2 variant is in gebruik met verschillende soorten munitie.                                                                     |
| RPG-18                        | Sovjet-Unie                    | Raketwerper                   | 64mm              |          | Enkelschots, wegwerpbare raketwerper.                                                                                                   |
| RPG-22                        | Sovjet-Unie                    | Raketwerper                   | 72,5mm            |          | Enkelschots, wegwerpbare raketwerper.                                                                                                   |
| RPG-27                        | Sovjet-Unie                    | Raketwerper                   | 105mm             |          | Enkelschots, wegwerpbare raketwerper.                                                                                                   |
| RPG-28                        | Rusland                        | Raketwerper                   | 125mm             |          | Enkelschots, wegwerpbare raketwerper.                                                                                                   |
| RPG-29                        | Sovjet-Unie                    | Raketwerper                   | 105mm             |          | |
| RPG-30                        | Rusland                        | Raketwerper                   | 105mm             |          | Enkelschots, wegwerpbare raketwerper ontworpen om actieve antitankwapenbescherming te verslaan.                                         |
| RPG-32                        | Rusland                        | Herbruikbare raketwerper      | 105mm             |          | [ 106 ] |
| Vlammenwerpers                |                                |                               |                   |          | |
| RPO-A Schmel                  | Sovjet-Unie                    | Thermobarische raketwerper    | 93mm              |          | Herlaadbare 90mm RPO-M trad in dienst in 2003.                                                                                          |
| MRO-A                         | Rusland                        | Thermobarische raketwerper    | 72,5mm            |          | [ 86 ] |
| Antitankraketten              |                                |                               |                   |          | |
| 9K111 Fagot                   | Sovjet-Unie                    | Kabelgeleide antitankraket    | 120mm             |          | Door de NAVO aangeduid als AT-4C "Spigot C".                                                                                            |
| 9M113 Konkoers                | Sovjet-Unie                    | Kabelgeleide antitankraket    | 135mm             |          | Door de NAVO aangeduid als AT-5B "Spandrel B".                                                                                          |
| 9K115 Metis                   | Sovjet-Unie                    | Kabelgeleide antitankraket    | 94mm              |          | Door de NAVO aangeduid als AT-7 "Saxhorn".                                                                                              |
| 9М131 Metis-M/9М131M Metis-M1 | Rusland                        | Kabelgeleide antitankraket    | 130mm             |          | Door de NAVO aangeduid als AT-13 "Saxhorn-2".                                                                                           |
| 9M133 Kornet                  | Rusland                        | Lasergeleide antitankraket    | 152mm             |          | Door de NAVO aangeduid als AT-13 "Spriggan".                                                                                            |